# جیپسی (کمیک)
جیپسی (به انگلیسی: Gypsy) با نام اصلی سینتیا «سیندی» رینولدز، یک شخصیت خیالی ابرقهرمان در کتاب‌های کامیک آمریکایی منتشر شده توسط دی‌سی کامیکس است. این شخصیت توسط نویسنده جری کانوی و طراح چاک پاتون خلق شده است که برای اولین بار در شمارهٔ ۲ لیگ عدالت آمریکا (نوامبر ۱۹۸۴) حضور پیدا کرد. سینتیا رینولدز فرزند ادوارد و جون رینولدز بود که در حومه شهری واقع در مرکز آمریکا بزرگ شده بود. او حرفهٔ خود را به عنوان یک ابرقهرمان در شهر دیترویت و با لیگ عدالت آمریکا شروع نمود. او یکی از مدافعان عدالت و از اعضای گروه‌های پرندگان شکاری و لیگ عدالت بوده است.

## توانایی و قدرت‌ها
جیپسی یک انسان با توانایی اجرای وهم است که به او اجازه ترکیب با پس‌زمینه خود را می‌دهد و به موجب آن نامرئی می‌شود. او همچنین برای استفاده از اجرای وهم خود آموزش دیده است به طوری که توانایی ایجاد توهمات ترسناکی در ذهن دیگران دارد و این توهمات اغلب چیزی را به مخاطب نشان می‌دهد که از آن بیشتری هراس را دارد. او حتی می‌تواند با اجرای وهم در خودش، به شکل و شخصیت فردی دیگر به نظر برسد، اما شخص مورد نظر باید حدوداً از لحاظ قد و وزن با او یکسان باشد تا این توانایی درست عمل کند. او همچنین قادر به استتار خود و فردی که نسبتاً نزدیک و در مجاورتش است می‌باشد.
جیپسی قدرت آینده‌بینی اما به شکلی جزئی دارد. او همچنین از خود توانایی احیاء در برابر حملات روحی و روانی نشان داده است. جدا از تمام توانایی‌هایش، جیپسی رزمی‌کاری حرفه‌ای و استاد مبارزه در خفا است. او که در حالت عادی با پاهای برهنه به اطراف می‌رود، بسیار بی‌سر و صدا گام بر می‌دارد. او ورزشکاری خبره محسوب می‌شود و قادر به پرش‌های بلند، دو سرعت و شنا است. در کنار این توانایی‌ها، او استعداد زیادی در زمینهٔ الکترونیک و کامپیوتر دارد و در استفاده از سلاح‌های گرم نیز مهارت پیدا کرده است.